# Giraudia subaequalis
Giraudia subaequalis är en stekelart som beskrevs av Henry Keith Townes, Jr. 1962. Giraudia subaequalis ingår i släktet Giraudia och familjen brokparasitsteklar. Inga underarter finns listade i Catalogue of Life.